# The Catalyst (альбом)
The Catalyst — седьмой студийный альбом шведско-датской метал-группы Amaranthe. Это также первый альбом с Микаэлем Селином  на скриминге, заменившим бывшего скримера Хенрика Энглунда, который покинул группу в 2022 году. Данный альбом выходит на лейбле Nuclear Blast..  Альбом вышел в свет 23 февраля 2024 года.

## Список композиций
Все треки написаны Олофом Мёрком и Элиз Рид, за исключением отмеченных мест.
| №                   | Название              | Длительность |
| ------------------- | --------------------- | ------------ |
| 1.                  | «The Catalyst»        | 3:40         |
| 2.                  | «Insatiable»          | 2:59         |
| 3.                  | «Damnation Flame»     | 3:33         |
| 4.                  | «Liberated»           | 3:06         |
| 5.                  | «Re-Vision»           | 3:04         |
| 6.                  | «Interference»        | 3:14         |
| 7.                  | «Stay a Little While» | 3:36         |
| 8.                  | «Ecstasy»             | 2:58         |
| 9.                  | «Breaking the Waves»  | 3:18         |
| 10.                 | «Outer Dimensions»    | 3:05         |
| 11.                 | «Resistance»          | 2:56         |
| 12.                 | «Find Life»           | 3:04         |
| Общая длительность: | Общая длительность:   | 38:33        |

| №   | Название                               | Длительность |
| --- | -------------------------------------- | ------------ |
| 13. | «Fading Like a Flower (кавер)»         |              |
| 14. | «Insatiable (акустика)»                |              |
| 15. | «Damnation Flame (оркестровая версия)» |              |
| 16. | «Breaking the Waves (акустика)»        |              |

## Участники записи
- Олоф Мёрк – гитары, клавишные, синтезаторы
- Элиз Рид – чистый вокал (женский)
- Мортен Лёве Сёренсен – ударные
- Йохан Андреассен – бас
- Нильс Молин – чистый вокал (мужской)
- Микаэль Селин – скриминг